# Rakhem
Pour les articles homonymes, voir Rachem.
Rakhem (en hébreu, רַחֵם, c'est-à-dire « miséricorde ») est une chanson juive composée le hazzan Yossele Rosenblatt,. Une version plus récente est composée par Pinky Weber et popularisée par Yaakov Shwekey. Elle est tirée du Birkat Hamazon.

## Paroles enhébreu
רַחֵם נא
ה' אֱלֹקינוּ
עַל יִשְׂרָאֵל עַמֶּֽךָ
וְעַל יְרוּשָׁלַֽיִם עִירֶֽךָ
וְעַל צִיּוֹן מִשְׁכַּן כְּבוֹדֶֽךָ
וְעַל מַלְכוּת בֵּית דָּוִד מְשִׁיחֶֽךָ
וְעַל הַבַּֽיִת הַגָּדוֹל וְהַקָּדוֹשׁ

## Translitérationde l'hébreu
Rakhem Nah
Hashem Elokeinu
Al Yisrael Amekha
V'al Yerushalayim Irekha
V'al Tzion Mishkan Kevodekha
V'al Malkhut Beit David Meshikhekha
V'al HaBait HaGadol V'Hakadosh

## Traductionenfrançais
Montre Ta miséricorde
Hashem notre Dieu
pour Israël Ton peuple
et pour Jérusalem Ta cité
et pour Sion l'éternel lieu de Ta gloire
et pour le royaume de la dynastie de David Ton oint
et pour Ta grande et sainte maison